# Centraal Comité van de Communistische Partij van Tsjechoslowakije

Logo van de KSČ

Het Centraal Comité van de Communistische Partij van Tsjechoslowakije (Tsjechisch: Ústřední výbor Komunistické strany Československa; Slowaaks Ústredný výbor Komunistickej strany Československa) was het hoogste orgaan van de KSČ tussen twee partijcongressen van de partij in. Het Centraal Comité werd gekozen tijdens een Congres. Tijdens het 17e Congres van 1986 werd een 138-koppig Centraal Comité gekozen. Daarnaast werden 60 kandidaatsleden gekozen. Het dagelijks bestuur van de communistische partij werd echter uitgeoefend door het uit het midden van het Centraal Comité gekozen Presidium dat (1986-1989) bestond uit 12 leden. Daarnaast koos het Centraal Comité ook de secretaris-generaal van de KSČ, de machtigste partijfunctionaris.
De Communistische Partij van Slowakije (KSS), de autonome partij van de Slowaakse Socialistische Republiek kende een eigen Centraal Comité.

## Verwijzingen
Partijcongres · Centraal Comité · Secretariaat · Presidium · Secretaris-generaal